# Phiala novemlineata
Phiala novemlineata is een vlinder uit de familie van de Eupterotidae. De wetenschappelijke naam van de soort is voor het eerst voorgesteld als Stibolepis novemlineata door Per Olof Christopher Aurivillius in een publicatie uit 1911.
De spanwijdte bedraagt 53 millimeter.
De soort komt voor in Oeganda.